# Glen Rose
Glen Rose è una città degli Stati Uniti d'America, situata nello Stato del Texas, nella Contea di Somervell, della quale è anche il capoluogo.